# Высший совет мира Афганистана
Высший совет мира Афганистана — орган Афганской программы мира, созданный для переговоров с представителями Талибана.

## История
Высший совет мира был создан 5 сентября 2010 года президентом Афганистана Хамидом Карзаем. Целью совета было прекращение сопротивления боевиков Талибана, афганскому правительству. Первый председатель совета был Бурхануддин Раббани. Изначально туда входило 70 членов. Он был президентом Афганистана с 1992 по 2001 годы. Он был убит боевиками Талибана 20 сентября 2011 года, когда он принимал их у себя дома.
15 апреля 2012 года председателем совета был назначен сын Бурхануддина Раббани, Салахуддин. Он занимал эту должность до 2015 года. Последним председателем совета был бывший вице-президент Афганистана Карим Халили, который был назначен на этот пост в 2017 году, после смерти Ахмеда Гейлани.
27 июля 2019 года президент Афганистана Ашраф Гани издал указ о роспуске совета. Полномочия совета начало выполнять Государственное министерство мира.

## Состав
Ниже представлен состав совета на 2010 год.
|   | Роль              | Имя                    | Партия                    |
| - | ----------------- | ---------------------- | ------------------------- |
| 1 | Председатель      | Бурхануддин Раббани    | ИОА                       |
| 2 | Вице-председатель | Ахмед Гейлани          | НИФА                      |
| 3 | Член              | Арсала Рахмани         | ИСОА                      |
| 4 | Член              | Абдул Расул Сайяф      | ИСОА                      |
| 5 | Член              | Карим Халили           | ПИЕА                      |
| 6 | Член              | Исмаил Касемар         | Правительство Афганистана |
| 7 | Член              | Хабибулла Фавзи        | Талибан                   |
| 8 | Член              | Сайидур Рахман Хаккани | Талибан                   |